# Raahe (Verwaltungsgemeinschaft)

Lage von Raahe

Die Verwaltungsgemeinschaft Raahe (finnisch Raahen seutukunta) ist eine von sieben Verwaltungsgemeinschaften (seutukunta) in der finnischen Landschaft Nordösterbotten. Zu ihr gehören die namensgebende Stadt Raahe und deren Umland.
Zur Verwaltungsgemeinschaft Raahe gehören folgende drei Städte und Gemeinden:
- Pyhäjoki
- Raahe
- Siikajoki

Vihanti gehörte bis zu seiner Eingemeindung nach Raahe 2013 als eigenständige Gemeinde zur Verwaltungsgemeinschaft Raahe.